# Влодзімеж Ґабріель Мізерський
Влодзімеж Ґабріель Мізерський (народився 2 вересня 1949 року в Кам'янні Гурі) — польський геолог, доктор-габілітований, спеціалізується на регіональній геології, стратиграфії та тектоніці.

## Життєпис
З 1997 по 2012 рік був керівником Геологічного музею Польського геологічного інституту у Варшаві.
У 1972—1996 роках працював у Варшавському університеті на геологічному факультеті, а потім з 1996 року працював у Польському геологічному інституті, де у 1997 році став керівником Геологічного музею. У 2000—2005 роках працював професором як керівник кафедри геології в Лодзькому університеті.
Влодзімєж Мізерський є автором 60 статей і наукових повідомлень, 15 навчальних посібників і сценаріїв, 5 науково-популярних книг, 205 рецензій на видані книги, атласів, карт тощо.
У 1990 році Влодзімєж Мізерський був нагороджений Золотим знаком за заслуги перед польською геологією, а в 2001 році — Лицарським хрестом Ордена Відродження Польщі

## Основні праці
- Geologia dynamiczna
- Geologia dynamiczna dla geografów
- Geologia historyczna
- Geologia historyczna dla geografów
- Geologia i surowce mineralne oceanów
- Geologia Polski
- Geologia Polski dla geografów
- Geologia regionalna kontynentów
- Katastrofy przyrodnicze